# NGC 389
NGC 389 je galaxie v souhvězdí Andromedy. Její zdánlivá jasnost je 14,0m a úhlová velikost 1,3′ × 0,4′. Je vzdálená 246 milionů světelných let, průměr má 95 000 světelných let. Galaxii objevil 6. září 1885 Lewis A. Swift.